# Porte de Fajalauza
La porte de Fajalauza, en arabe bab Fayy au-Lawza, dont la traduction serait Puerta del Collado de los Almendros, était l'accès à la partie la plus élevée du quartier arabe de l'Albaicín à Grenade, en Andalousie.
Historiquement, elle a été le lieu par où est entré le dernier roi maure de Grenade Boabdil en 1486, après avoir été libéré par les Rois Catholiques, pour récupérer le trône qui avait été usurpé par son oncle Mohammed Zaghall. Lors de la révolte morisque de 1568, elle a été un des lieux prévus pour le début de la révolte.

## Sources
- Martín García, Mariano, « La muralla exterior del Albaicín o «Cerca de don Gonzalo». Estudio histórico y descriptivo », Cuadernos de Estudios Medievales, vol. XIV-XV,‎ 1985-1987, p. 177-210